# Плавунчик изменчивый
Плавунчик изменчивый (лат. Haliplus variegátus) — вид жуков-плавунчиков.

## Описание
Длина тела имаго 2,5—3,5 мм. Тело обычно коротко овальное, широчайшая точка перед серединой.
Обитает в Палеарктике, распространён почти по всей Европе, хотя в Центральной Европе встречаются редко, а также в Сирии, Малой Азии и Северной Африке.
Живёт в чистой, стоячей или медленно текущей воде.

## Синонимы
В синонимику вида входят следующие биномены:
- Haliplus galilea J. Sahlberg, 1913
- Haliplus leopardinus J. Sahlberg, 1900
- Haliplus obsoletus Westhoff, 1881
- Haliplus subnubilus Babington, 1836
- Haliplus transvolgensis Semenov, 1904